# Aksentyeva (krater)
Aksentyeva är en nedslagskrater med en diameter på 42 kilometer, på planeten Venus. Aksentyeva har fått sitt namn efter astronomen Zinajida Aksentjeva.